# 東京電力思想差別事件
東京電力思想差別事件（とうきょうでんりょくしそうさべつじけん）は、東京電力による、日本共産党員である従業員への差別的な取扱いをめぐって、差別の撤廃を求め1976年に集団訴訟が提起された事件である。原告の主張が認められ1995年に全面解決した。

## 概要
東京電力が、日本共産党員である従業員に対して、その政治思想を理由に、賃金や昇格に関して長らく差別的な取扱いを続けてきたことをめぐって、差別を受けた共産党員ら142人が、思想・信条の自由を守り、ひいては自由と民主主義を日本の独占企業の職場と日本の全域に行き渡らせるためとして、賃金差額相当額の支払い、謝罪広告掲載などを求めて1976年10月、東京・横浜・千葉・甲府・前橋・長野の6地方裁判所に提訴した。
1993年8月24日前橋地方裁判所は、労働基準法第3条における従業員の思想・信条の自由を侵すことをしてはならず、これを理由に差別的待遇をしてはならないとして、原告の主張を認め慰謝料の支払いを東京電力に命じた
。続いて同年12月甲府地方裁判所、1994年3月長野地方裁判所、同年5月千葉地方裁判所、同年11月横浜地方裁判所とのべ5回連続して原告勝訴の判決が出された。
最後に残された東京地方裁判所判決を迎えることなく、1995年12月25日、東京電力は、原告らの処遇の見直しを行うこと、将来にわたって公正に取り扱うこと、解決金を支払うこと等を含む和解案を提示、全原告との和解が成立し全面解決した。裁判闘争の途中で第2次原告が加わり、解決時の原告数は165名であった。